# Штаймель
Штаймель (нем. Steimel) — община в Германии, в земле Рейнланд-Пфальц. 
Входит в состав района Нойвид. Подчиняется управлению Пудербах.  Население составляет 1275 человек (на 31 декабря 2010 года). Занимает площадь 5,59 км².